# Mario Franzi
Mario Franzi (* 4. Februar 1916 in Neapel; † 1992 in Rom) war ein italienischer Diplomat.

## Werdegang
1940 trat er in den auswärtigen Dienst. 1941 heiratete er Carmela Padula. Von 1960 bis 1971 war er Vertreter Italiens beim Wirtschafts- und Sozialrat der Vereinten Nationen. Von 15. April 1971 bis 1978 war er Botschafter in Budapest. Von 1978 bis 11. September 1979 war er Botschafter in Athen.

## Auszeichnung
- Bronzemedaille Croce di guerra al valor militare[2]